# Laurence Olivier Awards 2012
Die 36. Laurence Olivier Awards 2012 wurden am 15. April 2012 im Royal Opera House in London von der Society of London Theatre vergeben, um herausragende Theater- und Musicalproduktionen zu würdigen. Ausgezeichnet wurden Produktionen der Theatersaison 2011/2012.
Die Preisverleihung wurde von Michael Ball und Imelda Staunton moderiert, von Mastercard gesponsert und von der BBC live im Radio übertragen. Zu den Gastmoderatoren gehörten Zach Braff, Tyne Daly, David Suchet, Laurie Metcalf, Hayley Atwell, Jack Davenport, Jim Carter, Lenny Henry, Ronan Keating, James McAvoy, Patrick Stewart, Elaine Paige, Barbara Windsor und Zoë Wanamaker.

## Hintergrund
Der Laurence Olivier Award (auch Olivier Award) ist ein seit 1976 jährlich vergebener britischer Theater- und Musicalpreis. Er gilt als höchste Auszeichnung im britischen Theater und ist vergleichbar mit dem Tony Award am amerikanischen Broadway. Verliehen wird die Auszeichnung von der Society of London Theatre. Ausgezeichnet werden herausragende Darsteller und Produktionen einer Theatersaison, die im Londoner West End zu sehen waren. Die Auszeichnungen hießen zunächst Society of West End Theatre Awards und wurden 1985 zu Ehren des renommierten britischen Schauspielers Laurence Olivier in Laurence Olivier Awards umbenannt. Die Nominierten und Gewinner der Laurence Olivier Awards „werden jedes Jahr von einer Gruppe angesehener Theaterfachleute, Theaterkoryphäen und Mitgliedern des Publikums ausgewählt, die wegen ihrer Leidenschaft für das Londoner Theater“ bekannt sind.

## Gewinner und Nominierte
Die Nominierten wurden am 15. März 2012 in 23 Kategorien bekannt gegeben.
| Bestes neues Theaterstück | Bestes neues Musical |
| --- | --- |
| - Collaborators von John Hodge – National Theatre Cottesloe - Jumpy von April De Angelis – Jerwood Downstairs, Royal Court Theatre - One Man, Two Guvnors von Richard Bean – National Theatre Lyttleton - The Ladykillers von Graham Linehan – Gielgud Theatre | - Matilda – Cambridge Theatre - Betty Blue Eyes – Novello Theatre - Ghost – Piccadilly Theatre - London Road – National Theatre Cottesloe - Shrek – Theatre Royal Drury Lane |
| Beste Wiederaufnahme Theaterstück | Beste Wiederaufnahme Musical |
| - Anna Christie – Donmar Warehouse - Flare Path – Haymarket Theatre - Much ado about Nothing – Wyndham’s Theatre - Noises Off – Old Vic Theatre | - Crazy for You – Regent’s Park Open Air Theatre - Singin’ in the Rain – Palace Theatre - South Pacific – Barbican Centre - The Wizard of Oz – London Palladium |
| Bestes Entertainment | |
| - Derren Brown: Svengali – Shaftesbury Theatre - Midnight Tango – Aldwych Theatre - Potted Potter – Garrick Theatre - The Tiger Who Came to Tea – Vaudeville Theatre | |
| Bester Darsteller Theaterstück | Beste Darstellerin Theaterstück |
| - Benedict Cumberbatch und Jonny Lee Miller als The Creature/Victor Frankenstein in Frankenstein – National Theatre Olivier - James Corden als Francis Henshall in One Man, Two Guvnors – National Theatre Lyttleton - David Haig als George III in The Madness of George III – Apollo Theatre - Douglas Hodge als William Maitland in Inadmissible Evidence – Donmar Warehouse - Jude Law als Mat Burke in Anna Christie – Donmar Warehouse | - Ruth Wilson als Anna Christie in Anna Christie – Donmar Warehouse - Celia Imrie als Dotty Otley in Noises Off – Old Vic Theatre - Lesley Manville als Dorothy in Grief – Garrick Theatre - Kristin Scott Thomas als Emma in Betrayal – Harold Pinter Theatre - Marcia Warren als Mrs Wilberforce in The Ladykillers – Gielgud Theatre                           |
| Bester Darsteller Musical | Beste Darstellerin Musical |
| - Bertie Carvel als Miss Agatha Trunchbull in Matilda – Cambridge Theatre - Nigel Lindsay als Shrek in Shrek – Theatre Royal Drury Lane - Reece Shearsmith als Gilbert Chilvers in Betty Blue Eyes – Novello Theatre - Paulo Szot als Emile de Becque in South Pacific – Barbican Centre | - Cleo Demetriou, Kerry Ingram, Sophia Kiely und Eleanor Worthington Cox als Matilda Wormwood in Matilda – Cambridge Theatre - Kate Fleetwood als Julie in London Road – National Theatre Cottesloe - Sarah Lancashire als Joyce Chilvers in Betty Blue Eyes – Novello Theatre - Scarlett Strallen als Kathy Seldon in Singin’ in the Rain – Palace Theatre       |
| Bester Darsteller in einer Nebenrolle Theaterstück | Beste Leistung in einer Nebenrolle Musical |
| - Sheridan Smith als Doris, Countess Skriczevinsky in Flare Path – Haymarket Theatre - Mark Addy als Vladimir in Collaborators – National Theatre Cottesloe - Oliver Chris als Stanley Stubbers in One Man, Two Guvnors – National Theatre Lyttleton - Johnny Flynn als Lee in Jerusalem – Apollo Theatre - Bryony Hannah als Mary Tilford in The Children’s Hour – Harold Pinter Theatre                                                    | - Nigel Harman als Lord Farquaad in Shrek – Theatre Royal Drury Lane - Sharon D. Clarke als Oda Mae Brown in Ghost – Piccadilly Theatre - Sophie-Louise Dann als Diana Divane in Lend Me a Tenor – Gielgud Theatre - Paul Kaye als Mr. Harry Wormwood in Matilda – Cambridge Theatre - Katherine Kingsley als Lina Lamont in Singin’ in the Rain – Palace Theatre |
| Bester Regisseur / Beste Regisseurin | Bester Choreograph / Beste Choreographin |
| - Matthew Warchus für Matilda – Cambridge Theatre - Sean Foley für The Ladykillers – Gielgud Theatre - Nicholas Hytner für One Man, Two Guvnors – National Theatre Lyttleton - Rufus Norris für London Road – National Theatre Cottesloe | - Peter Darling für Matilda – Cambridge Theatre - Javier de Frutos für London Road – National Theatre Cottesloe - Stephen Mear für Crazy for You – Regent’s Park Open Air Theatre - Andrew Wright für Singin’ in the Rain – Palace Theatre |
| Bester Bühnenbildner / Beste Bühnenbildnerin | Bester Kostümdesigner / Beste Kostümdesignerin |
| - Rob Howell für Matilda – Cambridge Theatre - Rob Howell für Ghost – Piccadilly Theatre - Michael Taylor für The Ladykillers – Gielgud Theatre - Mark Thompson für One Man, Two Guvnors – National Theatre Lyttleton | - Peter McKintosh für Crazy for You – Regent’s Park Open Air Theatre - Rob Howell für Anna Christie – Donmar Warehouse - Tim Hatley für Shrek – Theatre Royal Drury Lane - Catherine Zuber für South Pacific – Barbican Centre |
| Bester Lichtdesigner / Beste Lichtdesignerin | Bester Sounddesigner / Beste Sounddesignerin |
| - Bruno Poet für Frankenstein – National Theatre Olivier - Howard Harrison für Anna Christie – Donmar Warehouse - Hugh Vanstone für Ghost – Piccadilly Theatre - Hugh Vanstone für Matilda – Cambridge Theatre | - Simon Baker für Matilda – Cambridge Theatre - Bobby Aitken für Ghost – Piccadilly Theatre - Ed Clarke, Karl Hyde und Rick Smith für Frankenstein – National Theatre Olivier - Ben Ringham und Max Ringham für The Ladykillers – Gielgud Theatre |
| Herausragende Leistungen Ballett | Beste neue Ballettproduktion |
| - Edward Watson für The Metamorphosis – Linbury Studio, Royal Opera House - Das Designteam für Alice’s Adventures in Wonderland, The Royal Ballet – Royal Opera House - Sylvie Guillem in 6000 Miles Away – Sadler’s Wells Theatre - Tommy Franzén in Some Like It Hip Hop, ZooNation – Peacock Theatre | - Desh, Akram Khan Company – Sadler’s Wells Theatre - Gardenia, Les Ballets C de la B – Sadler’s Wells Theatre - Some Like It Hip Hop, ZooNation – Peacock Theatre - The Metamorphosis – Linbury Studio, Royal Opera House |
| Herausragende Leistungen Oper | Beste neue Opernproduktion |
| - English National Opera für die Breite und Vielfalt ihres künstlerischen Programms - Amanda Holden für die Übersetzung von Castor and Pollux – London Coliseum - Richard Jones für die künstlerische Leitung von Anna Nicole und Il trittico – Royal Opera House und The Tales of Hoffmann – London Coliseum - Mark-Anthony Turnage als Komponist von Anna Nicole – Royal Opera House und Twice through the Heart – Sadler’s Wells Theatre  | - Castor and Pollux – London Coliseum - A Midsummer Night’s Dream – London Coliseum - Clemency – Linbury Studio, Royal Opera House - The Passenger – London Coliseum |
| Herausragende Theaterleistungen | |
| - Roadkill, Theatre Royal Stratford East – Barbican Centre / Traverse Theatre - Mogadishu, Royal Exchange – Lyric Hammersmith Theatre - Salt, Root and Roe, Donmar Warehouse – Trafalgar Studios 2 - The Village Bike, Royal Court – Jerwood Upstairs | |
| Zuschauerpreis für die beliebteste Show | |
| - Les Misérables - Billy Elliot - Jersey Boys - Wicked | |

## Sonderpreise
| Kategorie                         | Preisträger           |
| --------------------------------- | --------------------- |
| Sonderpreis der Society of London | Monica Mason Tim Rice |

## Statistik

### Mehrfache Nominierungen
- 9 Nominierungen: Matilda
- 5 Nominierungen: Ghost, The Ladykillers and One Man, Two Guvnors
- 4 Nominierungen: Anna Christie, London Road, Shrek und Singin’ in the Rain
- 3 Nominierungen: Betty Blue Eyes, Crazy for You, Frankenstein und South Pacific
- 2 Nominierungen: Anna Nicole, Castor and Pollux, Collaborators, Flare Path, Noises Off, Some Like It Hip Hop und The Metamorphosis

### Mehrfache Gewinne
- 7 Gewinne: Matilda
- 2 Gewinne: Anna Christie, Crazy for You und Frankenstein